# Loaded Weapon 1
Loaded Weapon 1 o National Lampoon's Loaded Weapon 1 (conocida en España como Con el arma a punto)  es una película del 1993 dirigida por Gene Quintano y protagonizada por Emilio Estevez y Samuel L. Jackson. Se trata de una parodia en la línea de Airplane II: The Sequel, Hot Shots! o Top Secret. Parodia principalmente la tres primeras películas de la saga Lethal Weapon, aparte de otros títulos de acción de principios de los años 1990 como Basic Instinct, Dirty Harry, The Silence of the Lambs, Wayne's World y 48 Hrs.. El film costó 8.200.000 dólares y recaudó en taquilla 27.979.399 dólares en total y salió a la luz el 5 de febrero del 1993.
Como bromea durante el filme (y el título propio de la película) se pretendía hacer una secuela llamada Loaded Weapon 2, incluso se tenía preparado un eslogan en un póster que rezaba: "Oh come ON, you knew it was coming!" (¡Oh VAMOS, sabía que llegaría!). Pero esta segunda parte nunca llegó a realizarse debido a que el filme no alcanzó la recaudación esperada en taquilla.

## Argumento
Esta historia, que sirve de parodia del cine de acción, reúne a dos policías con personalidades muy distintas que tendrán que trabajar en el mismo caso. Un agente del departamento de Los Ángeles (Estévez) cuenta con la ayuda de un veterano a punto de jubilarse (Jackson) y harto de la burocracia policial que hay que seguir. La diferencia de caracteres y el hartazgo latente no impedirán que ambos aúnen sus fuerzas para resolver el asesinato de la chica de las galletas del Páramo.

## Reparto
- Emilio Estévez como el sargento Jack Colt.
- Samuel L. Jackson como el sargento Wes Luger.
- Jon Lovitz como Rick Becker.
- Tim Curry como Mr. Jigsaw
- Kathy Ireland como Destiny Demeanor.
- Frank McRae como el capitán Doyle.
- William Shatner como el general Curtis Mortars.
- Denis Leary como Mike McCracken.
- F. Murray Abraham como el doctor Harold Leacher.

## Cameos
- Whoopi Goldberg (no acreditada) como la sargento Billy York.
- James Doohan como Scotty.
- Erik Estrada como Francis Poncherello.
- Larry Wilcox como Jon Baker.
- Corey Feldman como poli joven.
- Paul Gleason como agente del FBI.
- Phil Hartman como el agente Davis.
- Richard Moll como carcelero.
- J. T. Walsh como Desk Clerk.
- Bruce Willis (no acreditado) como John McClane.
- Denise Richards como Cindy.
- Allyce Beasley como pinach Destiny.
- Joyce Brothers como Médicos.
- Christopher Lambert (escena eliminada) como hombre en automóvil.
- Charlie Sheen como aparcacoches.

## Recepción
La película recibió críticas mixtas y negativas. Pese al desprecio el filme alcanzó en primer puesto durante una semana en los Estados Unidos.